# Hyla intermedia
Hyla intermedia (tên tiếng Anh: Italian Tree Frog) là một loài ếch thuộc họ Nhái bén. Loài này có ở Ý, Slovenia, Thụy Sĩ, có thể cả Thành Vatican, và có thể cả San Marino. Môi trường sống tự nhiên của chúng là rừng ôn đới, sông ngòi, sông có nước theo mùa, đầm nước ngọt, đầm nước ngọt có nước theo mùa, đất canh tác, và các vùng đô thị. Chúng hiện đang bị đe dọa vì mất môi trường sống.

## Hình ảnh

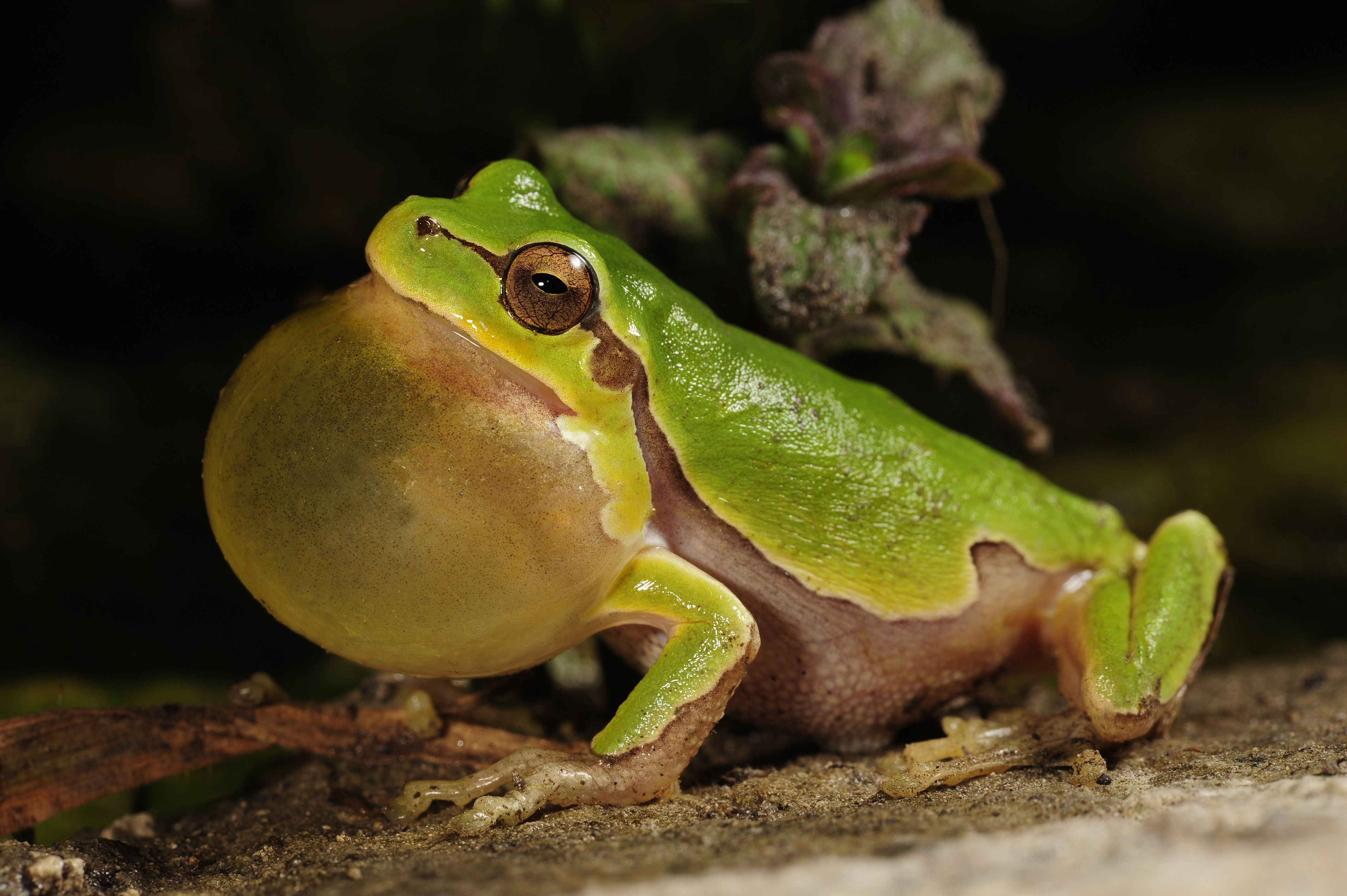
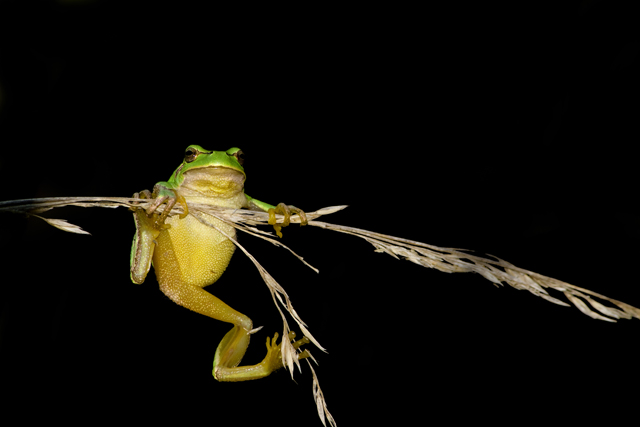
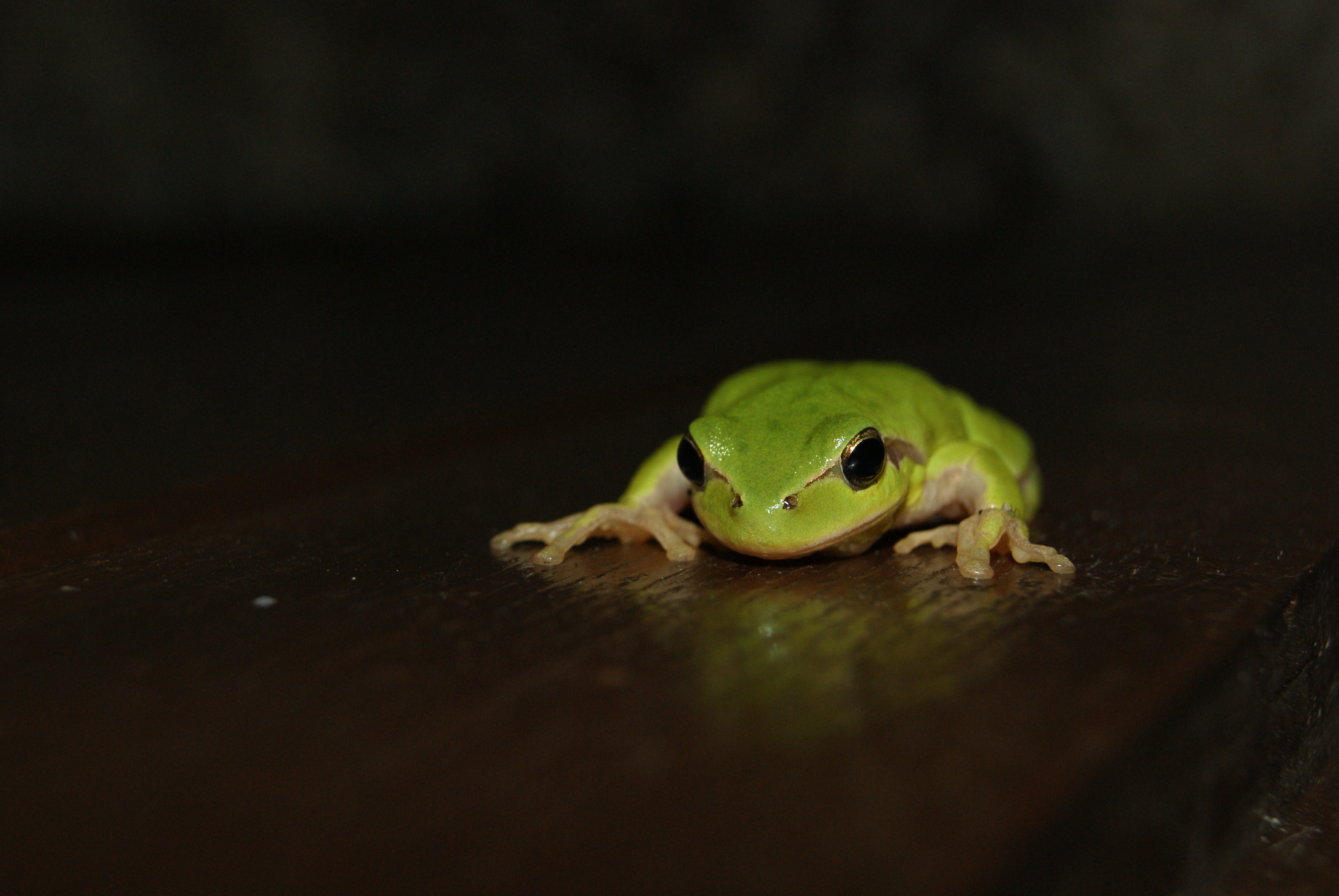